# Gonfalonjär
Gonfalonjär, gonfaloniere, var en hög kommunal och vanligen militär post inom medeltidens och renässansens Italien, i synnerhet i republiken Florens, där gonfalonjären var titeln på signorians, regeringens, överhuvud. 